# Gudatxí
Gudatxí (en rus: Гудачи) és un poble de l'óblast de l'Amur, a Rússia, que el 2018 tenia 372 habitants, pertany al districte de Magdagatxi.